# مرجان‌های قرنفل
مرجان‌های قرنفل (نام علمی: Nephtheidae) نام یک تیره از راسته مرجان نرم است.